# Michaël Rossi

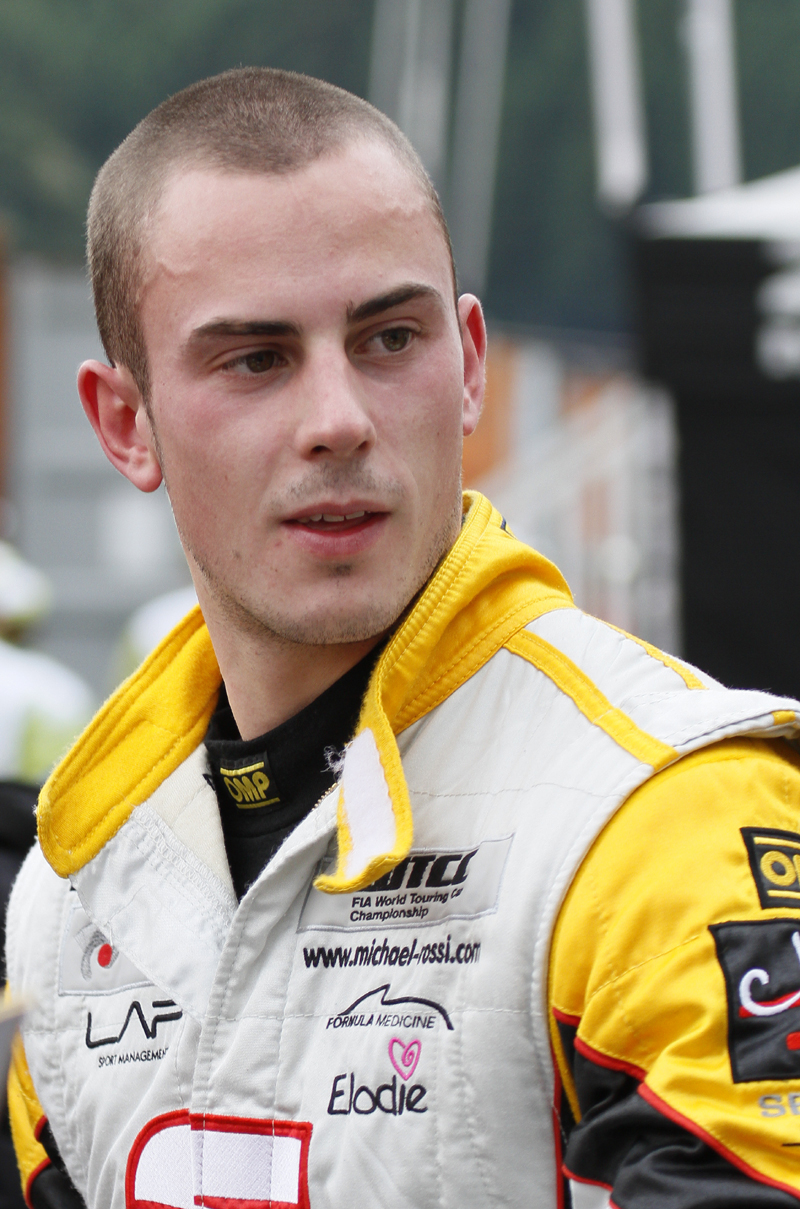
Michaël Rossi (2010)

Michaël Rossi (* 12. April 1988 in Chambéry) ist ein französischer Autorennfahrer.

## Karriere
Rossi begann seine Motorsportkarriere 2001 im Kartsport, in dem er bis 2005 aktiv war. 2006 wechselte er in den Formelsport und wurde 25. in der französischen Formel Renault. Darüber hinaus trat er zu zwei Rennen der italienischen Formel Renault an und war Gaststarter in der Winterserie der britischen Formel Renault.
Nach nur einem Jahr in Formelsport wechselte Rossi 2007 in den Tourenwagensport und trat im Renault Mégane Eurocup an. Er gewann ein Rennen und beendete seine erste Saison auf dem neunten Platz in der Meisterschaft. 2008 blieb Rossi im Renault Mégane Eurocup. Er gewann in dieser Saison vier Rennen und entschied die Meisterschaft mit 170 zu 154 Punkten vor Maxime Martin für sich.
2009 fand Rossi kein Vollzeitcockpit und er nahm an acht von zwölf Rennen des SEAT León Eurocups teil. Dabei entschied er zwei für sich und schloss die Saison auf dem sechsten Gesamtrang ab. Außerdem kehrte er für eine Veranstaltung in den Renault Mégane Eurocup zurück und erzielte dabei einen dritten Platz. Darüber hinaus trat er zu zwei Rennen der Formula Le Mans an. 2010 erhielt Rossi bei Sunred Engineering ein Cockpit für die komplette Saison des SEAT León Eurocups. Er gewann ein Rennen und unterlag am Saisonende mit 42 zu 48 Punkten nur dem Meister Gábor Wéber. Darüber hinaus war Rossi im französischen SEAT León Supercopa aktiv und beendete die Saison auf dem vierten Platz der Fahrerwertung. Außerdem trat Rossi zu zwei Veranstaltungen des European Touring Car Cups (ETC-Cup) an und debütierte für Sunred beim Rennen in Mimasaka in der Tourenwagen-Weltmeisterschaft (WTCC).
2011 wechselte Rossi in den GT-Sport und trat in der FIA-GT1-Weltmeisterschaft an. Er startete für zwei Rennställe und belegte am Saisonende den 23. Platz in der Fahrerwertung. Darüber hinaus nahm er an einer Veranstaltung der FIA-GT3-Europameisterschaft sowie der französischen GT-Meisterschaft teil.

## Karrierestationen
| - 2001–2005: Kartsport - 2006: Französische Formel Renault (Platz 25) - 2006: Italienische Formel Renault - 2007: Renault Mégane Eurocup (Platz 9) - 2008: Renault Mégane Eurocup (Meister) | - 2009: SEAT León Eurocup (Platz 6) - 2009: Renault Mégane Eurocup (Platz 15) - 2009: Formula Le Mans (Platz 23) - 2010: SEAT León Eurocup (Platz 2) - 2010: Französische SEAT León Supercopa (Platz 4) | - 2010: ETC-Cup (Platz 9) - 2010: WTCC - 2011: FIA-GT1-WM (Platz 23) - 2011: FIA-GT3-EM (Platz 56) - 2011: Französische GT-Meisterschaft |